# Tobantilla krima
Tobantilla krima  (лат.) — вид ос-немок (бархатных муравьёв) рода Tobantilla из подсемейства Sphaeropthalminae (триба Sphaeropthalmini). Эндемик Южной Америки.

## Распространение
Южная Америка: Колумбия (Bolívar, Zambrano).

## Описание
Длина коричневого тела 4,5 мм (на брюшке жёлтые отметины). Голова и мезосома светло-коричневые, кроме метаплеврона и латеральной поверхности проподеума (они коричневые). Брюшко от тёмно-коричневого до чёрного, кроме сегментов T4–6 (они коричневые) и T2, несущего пару жёлтых округлых пятен. Ноги, усики и жвалы светло-коричневые. Спинная поверхность мезосомы (на виде в профиль) плоская или вогнутая с хорошо развитыми скутеллярными чешуйками; верхняя и задняя поверхности проподеума взаимно более или менее перпендикулярны и обычно разделены латеральными поперечными килями; голенные шпоры белые, светлее чем голени и лапки; первый метасомальный сегмент явно узловидный и суженный сзади. Имеют 6-члениковые нижнечелюстные и 4-члениковые нижнегубные щупики. Формула шпор: 1-2-2.
Вид был впервые описан в 2011 году американскими энтомологами Кевином Уилльямсом (англ. Kevin A. Williams) и Джеймсом Питтсом (James P. Pitts, оба из Университета штата Юта, Logan, Юта) и южноафриканским гименоптерологом Денисом Бразерсом (Denis J. Brothers; University of KwaZulu-Natal, Питермарицбург, Scottsville, ЮАР). Сходен с видом Tobantilla charrasca.
Видовое название Tobantilla krima происходит от греческого слова «krima» («преступление»), что связано (как и у Tobantilla kolasma) с названием романа Фёдора Михайловича Достоевского «Преступление и наказание».